# Talalajivský rajón
Talalajivský rajón (ukrajinsky Талалаївський район) byl rajón v Černihivské oblasti na Ukrajině. Hlavním městem byla Talalajivka a rajón měl přibližně 13 tisíc obyvatel. 

## Sídla v rajónu
- Talalajivka